# Un palace pour deux
Un palace pour deux (La Bella Ceci y el imprudente) est une telenovela colombienne diffusée entre le 23 novembre 2009 et le 26 août 2010 sur Caracol Televisión. Elle est diffusée en France sur France Ô en 2010-2011 puis rediffusée plusieurs fois sur la chaîne de télévision Nina Novelas.

## Synopsis
Primo González, un jeune homme du quartier populaire, pour une coïncidence s'avère changer son rôle avec un magnat qui est prêt à sauver l'hôtel El Castillo de la faillite. Cela va les mettre tous les deux dans des situations amusantes où tout le monde aura une leçon de vie.

## Distribution
- Julián Román : Primo González
- Manuela González : Cecilia Ortíz
- Javier Gómez : Eduardo Sáenz
- Lincoln Palomeque : Juan Antonio Durán
- Rita Bendeck : Silvia Muñoz de Ortíz
- Margarita Reyes : Patricia Ortíz
- Norma Nivia : Andrea Ortíz
- César Mora : Alcides Combariza
- Germán Escallón : Milton Alfredo Zafra Leguizamón
- Julieth Restrepo : Myriam González
- Fabián Mendoza : Arturo Enofaín Combariza
- Aura Helena Prada : Yadira Sánchez
- Yolanda Rayo : Janeth Raquel Bravo de Combariza
- Paola Cairasco : Karen Pulido
- Astrid Junguito : Tulia Vargas
- Juan David Galindo : Jesús Emilio Rojas
- Yesenia Valencia : Anabolena Suárez
- Iván Forero : Herney Camilo Malo Zúñiga
- Linda Carreño : Teresita Benítez
- Camilo Sáenz : Alejo Cardona
- Luis Ernesto Benjumea : Felipe Martínez
- Eileen Roca : Maritza Combariza
- Moisés Cadavid : Fiscal Camilo Ramírez
- Víctor Cifuentes : Dr. Rubén Salinas
- Juan Carlos Campuzano : Pedro López
- Diana González : Olga Lucía Castiblanco
- Iván Cuevas : José Luis Miranda
- James Vargas : Albeiro Matías
- Jossara Jinaro : Kathy
- Marion Zapata : Catalina Rincón
- Rosemary Cárdenas : Rosario Velásquez

## Prix et récompenses

### Premios Tvynovelas
| Année | Catégorie                                  | Nomination                    | Résultat |
| ----- | ------------------------------------------ | ----------------------------- | -------- |
| 2010  | Meilleure Telenovela / Telenovela Favorite | La belle Ceci et le téméraire | Nommée   |

### Premio India Catalina
| Année | Catégorie            | Nomination                    | Résultats |
| ----- | -------------------- | ----------------------------- | --------- |
| 2010  | Meilleure telenovela | La bella Ceci y el imprudente | Nommée    |
| 2010  | Meilleure actrice    | Manuela González              | Nommée    |
| 2010  | Meilleur acteur      | Julián Román                  | Gagné     |
| 2010  | Meilleur méchant     | Rita Bendeck                  | Nommé     |
| 2010  | Meilleur méchant     | Lincoln Palomeque             | Nommé     |
| 2010  | Meilleure histoire   | Cesar Betancourt              | Nommé     |
| 2010  | Meilleure direction  | Germán Porras & Anselmo Calvo | Gagné     |

## Autres versions
- Cerro alegre (Canal 13, 1999)
- La impostora (Telemundo, 2014)